# Leucoptera heringiella
Leucoptera heringiella is een vlinder uit de familie sneeuwmotten (Lyonetiidae). De wetenschappelijke naam is voor het eerst geldig gepubliceerd in 1938 door Toll.
De soort komt voor in Europa.